# Pisiffik

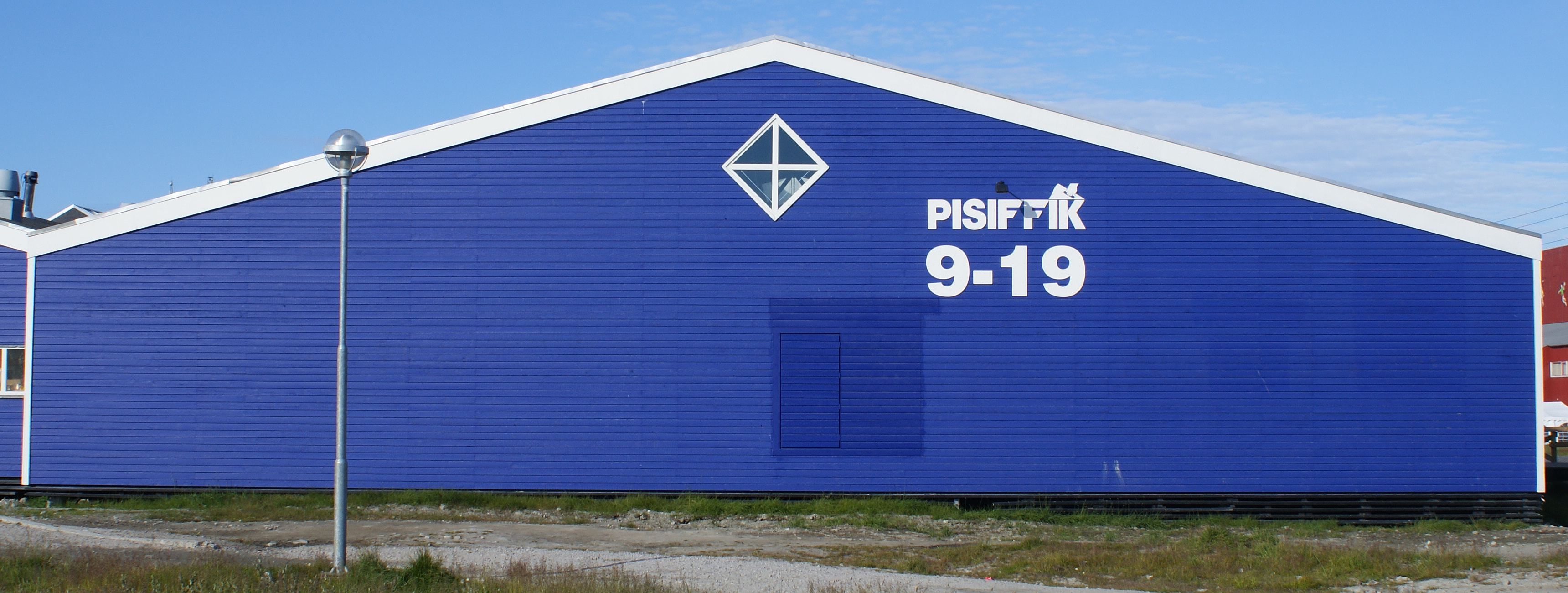
Supermarché Pisiffik à Ilulissat

Pisiffik A / S est la plus grande entreprise commerciale privée du Groenland. Elle a été fondée en 2001 et son siège social est situé à Sisimiut, son président-directeur général est Per Steen Larsen.

## Histoire
Autrefois Pisiffik était une division de KNI. 
Désormais Pisiffik est une filiale détenue conjointement par Dagrofa (distributeur alimentaire danois) et du Groenland Venture (groupe à l'Etat groenlais).
Pisiffik possède en 2018 47 magasins dans tout le Groenland, son implantation la plus septentrionale est à Ilulissat. Depuis 2012, elle est présente dans le centre commercial Nuuk Center.